# Ольборг
Ольборг (дан. Aalborg) — місто та порт Данії на півночі півострова Ютландія, на південному узбережжі фіорду Лімфіорден. Столиця регіону Північна Ютландія та комуни Ольборг.

## Історія

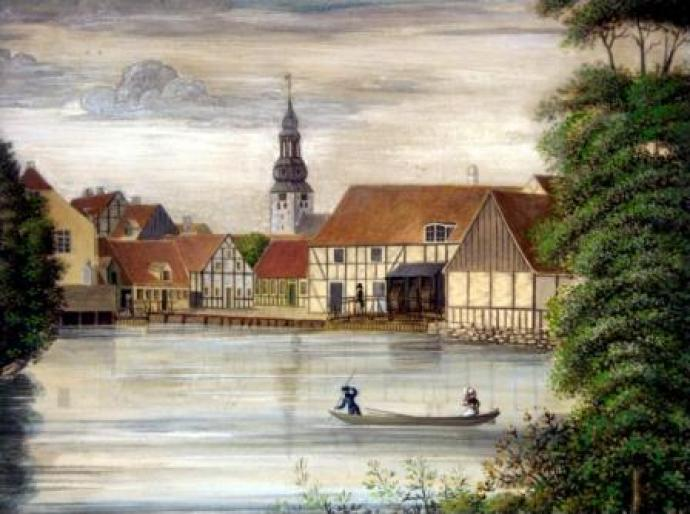
Ольборг 1830-х років

Ольборг існує приблизно з 1000 року і є одним з найстарших міст Данії. Він отримав права міста (хартію) 1342 року, і став резиденцією єпископа та центром єпархії 1554 року. Місто повільно відновлялося від наслідків Графської війни (релігійна громадянська війна, 1533-1536) щоби стати головним торговим центром у 17-му столітті. Ольборг був другим за кількістю населення містом Данії до 1850 року. Це місце данської капітуляції (1629) перед Альбрехтом фон Валленстейном (римо-католицьким командиром) протягом Тридцятирічної війни.

## Спорт
Місто має футбольну команду Ольборг, що грає в суперлізі Данії.

## Відомі люди
У місті народилися:
- Юхан II — король Данії з кінця XV до початку XVI століття.
- Анне Єнсен-ван Ольст — данська вершниця, олімпійська медалістка.

## Зовнішні зв'язки
Ольборг має 35 міст-побратимів:
| - Алмере, Нідерланди - Антіб, Франція - Бюдельсдорф, Німеччина - Единбург, Шотландія - Фредрікстад, Норвегія - Фуглафіордур, Фарерські острови - Голвей, Ірландія - Гдиня, Польща - Хайфа, Ізраїль - Хефей, Китай - Хусавік, Ісландія - Інсбрук, Австрія - Калінінград, Росія - Карлскоґа, Швеція - Ланкастер, Англія - Лерум, Швеція - Ліпері, Фінляндія - Нуук, Гренландія | - Нордуртінг, Ісландія - Орса, Швеція - Уруст, Швеція - Любуське воєводство, Польща - Пушкін, Росія - Расін, США - Рапперсвіль-Йона, Швейцарія - Рендал, Норвегія - Рендсбург, Німеччина - Рига, Латвія - Ріїгімякі, Фінляндія - Іттоккортоорміут, Гренландія - Солвенг, США - Тульча, Румунія - Варна, Болгарія - Вільнюс, Литва - Вісмар, Німеччина |

## Галерея

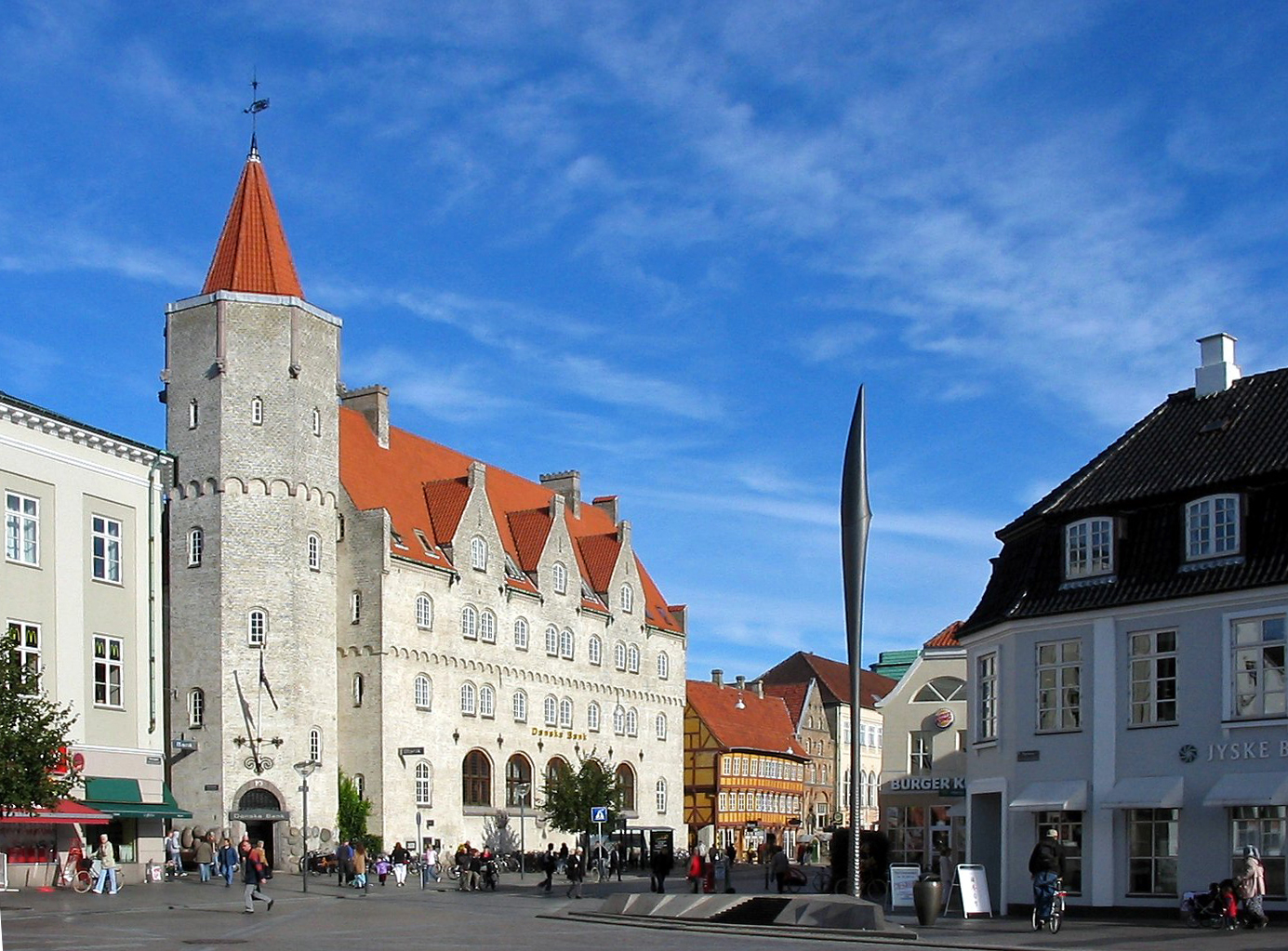
Площа Нюторв
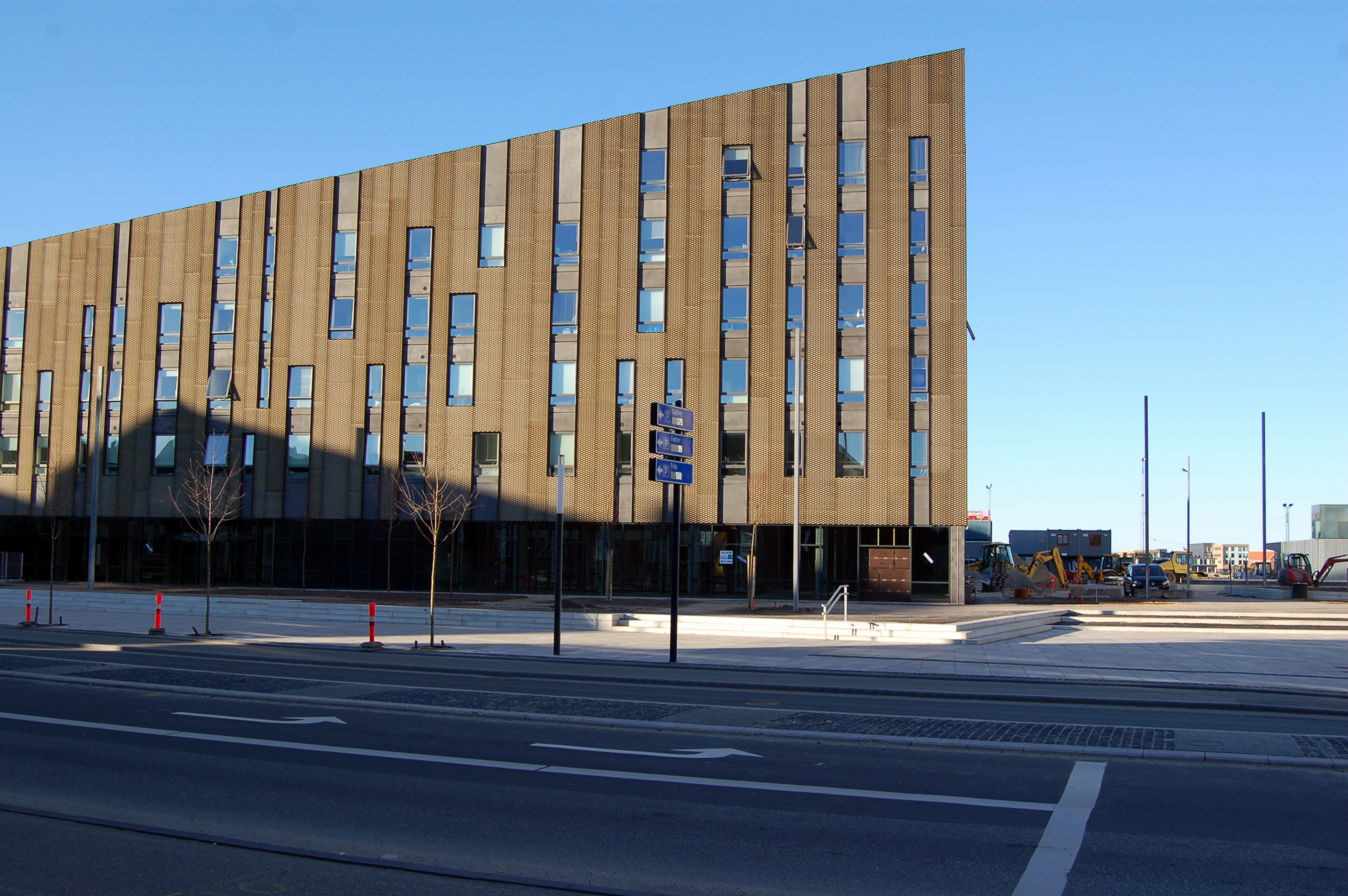
Будинок на набережній
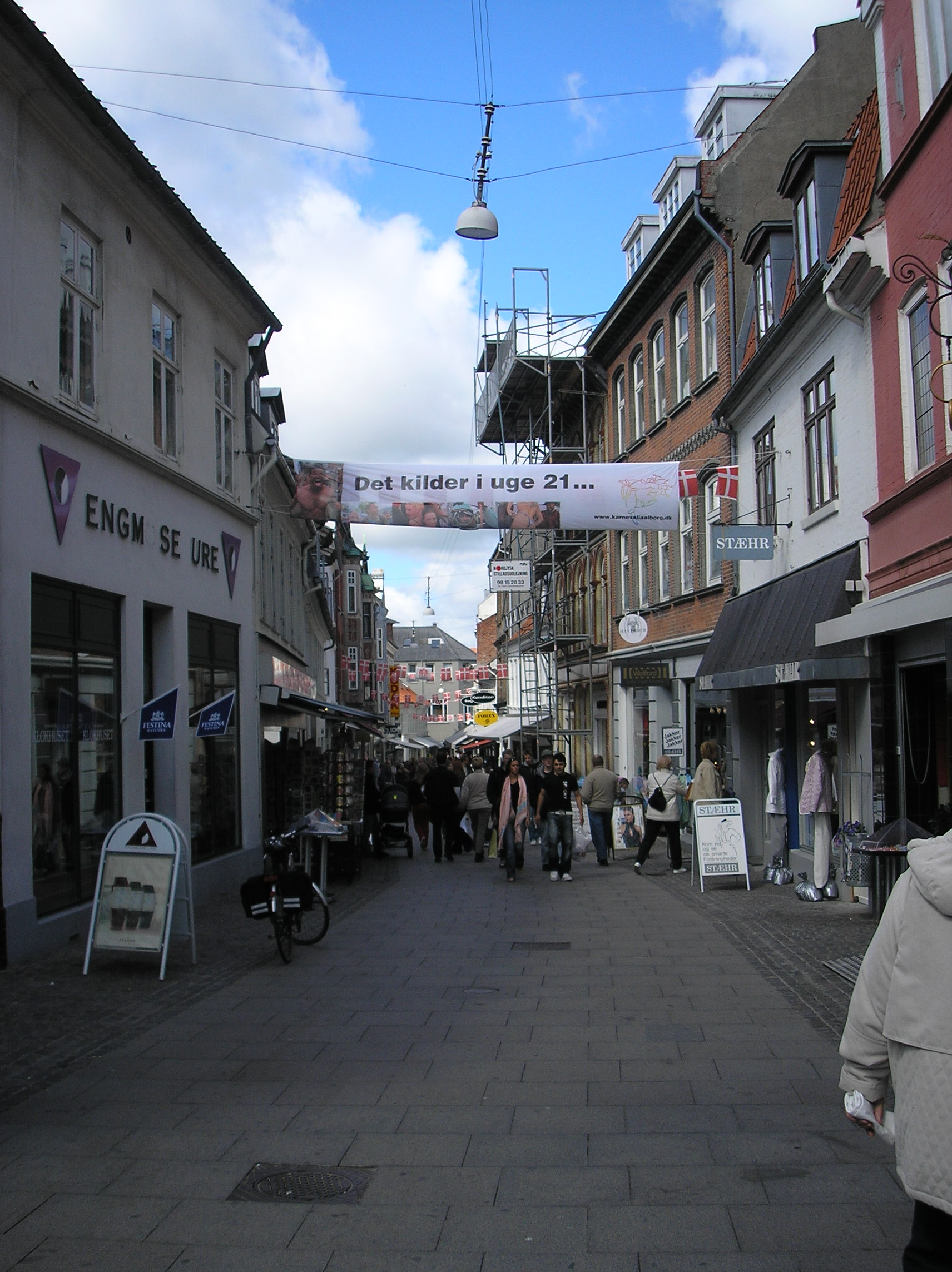
Пішохідна вулиця
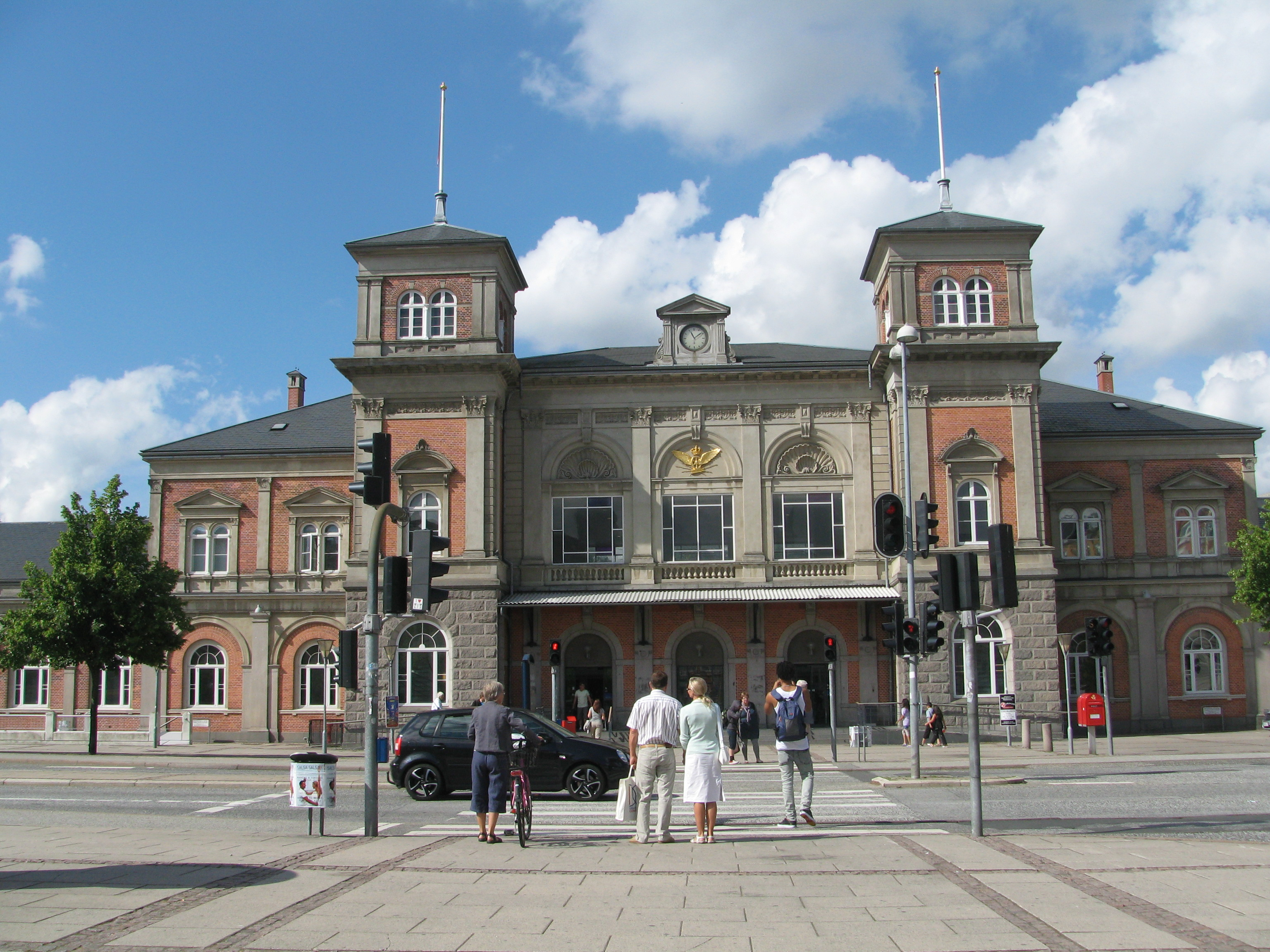
Залізничний вокзал